# Rävsvanskaktussläktet
Rävsvanskaktus[källa behövs] (Denmoza rhodacantha)  är en  monotypisk art i rävsvanskaktussläktet och inom familjen kaktusväxter. Rävsvanskaktus härstammar från Argentina, i Mendoza- och Tucumanprovinserna. Arten odlas ibland i specialsamlingar i Sverige.

## Beskrivning
Rävsvanskaktus är solitärväxande och vanligtvis klotformade under de första tio eller tjugo åren, därefter blir de cylindriska och upp till 1,4 meter höga och så mycket som 30 centimeter i diameter. Stammen har upp till 30 ganska raka, rundade ribbor med areolerna 1,3 till 2,5 centimeter från varandra. Varje areol har cirka 30 raka eller något böjda taggar. Dessa är bruna till roströda och sällan längre än 2,5 centimeter. De rörformade blommorna är anpassade för kolibrier och utvecklas nära centrum av plantan. De blir omkring 7,5 centimeter långa. De öppnar sig bara tillräckligt mycket för att ståndarna ska kunna skjuta ut. Frukterna är klotformade, något taggiga och håriga, röda och omkring 2,5 centimeter i diameter.

## Etylomogi
Släktnamnet är ett anagram för Mendoza, provinsen i Argentina där arten upptäcktes. Artnamnet är härlett ur grekiskan och betyder "rödtaggig".

## Odling
Rävsvanskaktus förökas i regel med frö och det tar många år innan de är stora nog för att blomma. De är ändå värda att odla på grund av de fina taggarna. De växer bra under lätt skugga. Jorden bör bestå av lika delar sand och humus. Det krävs mycket vatten vid varmt väder från vår till höst. Under vintern klarar de temperaturer ner till 5°C om de hålls torra.

## Synonymer
Cereus erythrocephalus (K.Schum.) A.Berger
Cereus rhodacanthus (Salm-Dyck) F.A.C.Weber
Cleistocactus rhodacanthus (Salm-Dyck) Lem.
Denmoza erythrocephala (K.Schum.) A.Berger
Denmoza rhodacantha var. diamantina R.Slaba
Echinocactus erythrocephalus (K.Schum.) H.P.Kelsey & Dayton
Echinocactus rhodacanthus Salm-Dyck
Echinopsis ducis-paulii C.F.Först. ex Rümpler
Echinopsis rhodacantha (Salm-Dyck) Förster
Furiolobivia ducis-paulii (C.F.Först. ex Rümpler) Y.Itô
Lobivia ducis-paulii (C.F.Först. ex Rümpler) Borg
Lobivia ducis-paulii var. cristata Fric
Pilocereus erythrocephalus K.Schum.
Pilocereus rhodacanthus (Salm-Dyck) Speg.
Pseudolobivia ducis-pauli (C.F.Först. ex Rümpler) Krainz